# West River
West River és una concentració de població designada pel cens dels Estats Units a l'estat de Wyoming. Segons el cens del 2000 tenia 321 habitants.

## Demografia
Segons el cens del 2000, West River tenia 321 habitants, 113 habitatges, i 96 famílies. La densitat de població era de 2,2 habitants/km².
Dels 113 habitatges en un 37,2% hi vivien nens de menys de 18 anys, en un 77% hi vivien parelles casades, en un 2,7% dones solteres, i en un 14,2% no eren unitats familiars. En el 14,2% dels habitatges hi vivien persones soles el 3,5% de les quals corresponia a persones de 65 anys o més que vivien soles. El nombre mitjà de persones vivint en cada habitatge era de 2,84 i el nombre mitjà de persones que vivien en cada família era de 3,11.
Per edats la població es repartia de la següent manera: un 31,2% tenia menys de 18 anys, un 4% entre 18 i 24, un 30,2% entre 25 i 44, un 24% de 45 a 60 i un 10,6% 65 anys o més.
L'edat mediana era de 38 anys. Per cada 100 dones de 18 o més anys hi havia 110,5 homes.
La renda mediana per habitatge era de 46.750 $ i la renda mediana per família de 48.125 $. Els homes tenien una renda mediana de 43.438 $ mentre que les dones 27.750 $. La renda per capita de la població era de 19.238 $. Entorn del 17,4% de les famílies i el 15,2% de la població estaven per davall del llindar de pobresa.

## Poblacions més properes
El següent diagrama mostra les poblacions més properes.